# Лоза, Юрий Эдуардович
Ю́рий Эдуа́рдович Лоза́ (род. 1 февраля 1954, Свердловск, СССР) — советский и российский автор-исполнитель в жанре бард-рок, певец, композитор, поэт-песенник, музыкальный критик, блогер. Самая известная его песня — «Плот».

## Биография

### Ранние годы
Родился 1 февраля 1954 года в Свердловске.
Предки певца по отцовской линии — поляки. Дед — Бронислав Павлович Ло́за (сначала ударение было на первом слоге). Отец — Эдуард Брониславович Ло́за — инженер-конструктор, изобретатель, играл на баяне. Мать — Людмила Максимовна Веселовская — бухгалтер. У Юрия есть брат, Максим Эдуардович Лоза (род. 4 мая 1959), который живёт в Керчи и работает специалистом по холодильным установкам.
Детство Юрий провёл в Верхнем Тагиле. Когда ему исполнилось семь лет, семья переехала в Алма-Ату (Казахская ССР).
В 14 лет стал играть на гитаре, перепевал англоязычные песни с русским текстом собственного сочинения.
После школы поступил в Казахский государственный университет (географический факультет), был комсоргом группы, но бросил учёбу ради музыкального училища, в которое так и не поступил, поскольку был призван в армию, служил в ракетных войсках, где играл в вокально-инструментальном ансамбле, демобилизовался в звании рядового.

### Творческая деятельность
После службы в армии в 1974 году устроился работать учеником фрезеровщика на заводе. Там же стал участником самодеятельности, начал выступать в ресторанах, пел на разных языках. Окончил Алма-Атинское музыкальное училище имени Чайковского. Потом с семьёй переехали в Керчь. Играл в ансамбле «Веселый калейдоскоп». Весной 1977 года устроился на работу в филармонию города Усть-Каменогорска.

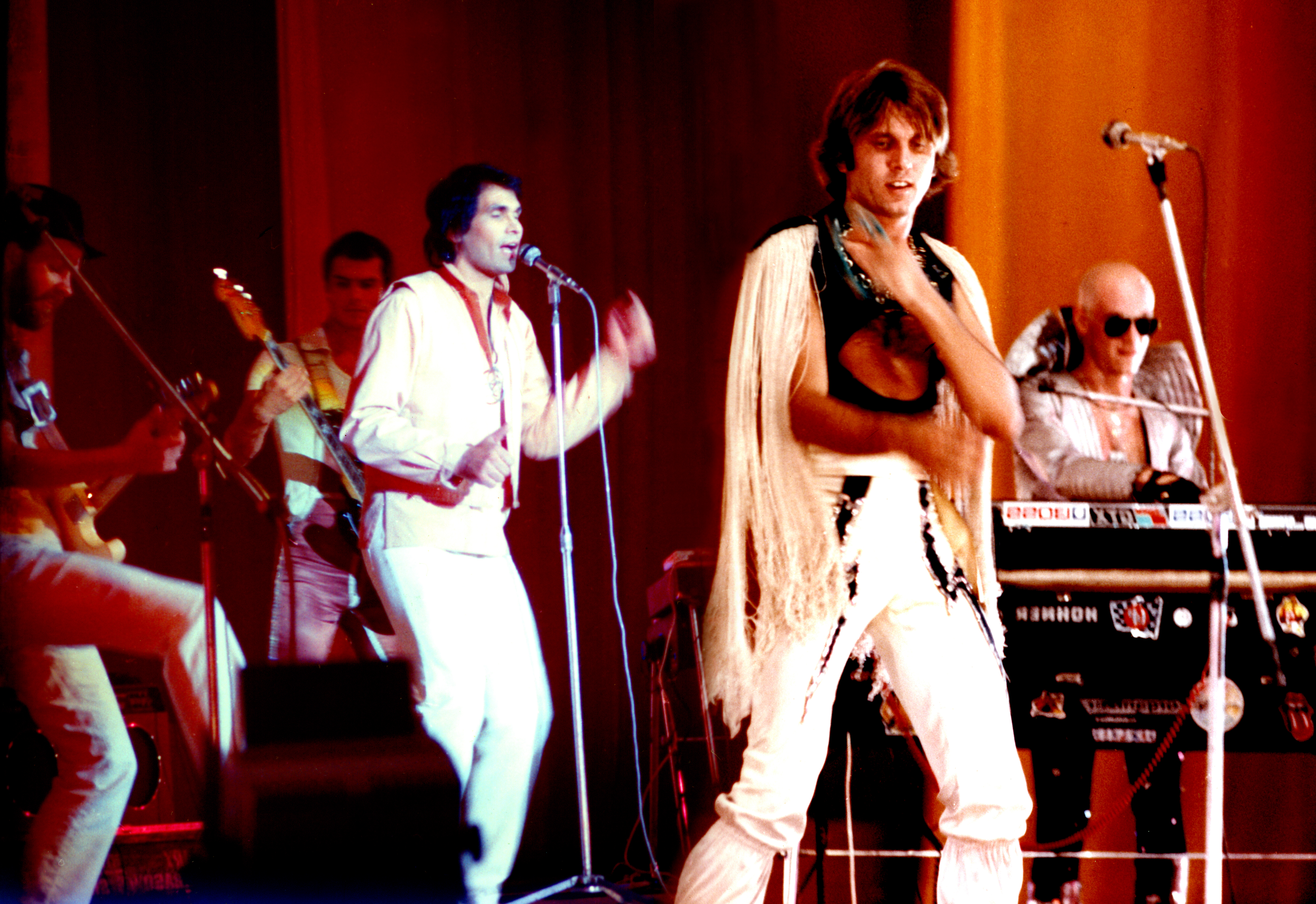
Юрий Лоза в группе «Интеграл»

В конце 1977 года перешёл на работу в группу «Интеграл», которой руководил Бари Алибасов. К тому времени группа работала в Восточно-Казахстанской филармонии, но выехала на гастрольный маршрут по Сибири от Иркутской филармонии. В 1978 году, по окончании сибирских гастролей, группа была принята на работу в Саратовскую филармонию, сразу же начав большой гастрольный тур по Узбекистану. В составе группы «Интеграл» Лоза участвовал в рок-фестивале «Весенние ритмы» (Тбилиси, 1980), ставшем знаковым явлением в истории советской рок-музыки.
За пять лет работы в «Интеграле» у Лозы накопилось более сотни собственных песен, которые никак не удавалось реализовать в рамках группы. Единственной популярной песней в то время стала песня «Заповедные места», позже исполненная ВИА «Ариэль».
Свою работу в группе «Интеграл» Лоза оценивал следующим образом:

«Интеграл», которым руководил Алибасов, <…> за 12 лет проделал славный путь, «взлетев» аж до ВИА ДК Металлургов города Усть-Каменогорска. <…> Относитесь к моим словам как хотите, но статистика неумолима: лишь при моём непосредственном участии ансамбль приобрёл статус и качество, начал резко набирать обороты и уже через два года стал одним из ведущих в стране, а после моего ухода в 83-м ещё пару-тройку лет поэксплуатировал былую славу и благополучно сдулся.

После того, как Бари Алибасов вместе с директором саратовской филармонии не выполнил обещаний о предоставлении Лозе местной прописки, Юрий уходит из ансамбля и в начале 1983 года перебирается в Москву. Подал документы в ГИТИС, но в институт не поступил. Был фарцовщиком музыкальных инструментов и проводил нелегальные концерты. Один из его приятелей Вячеслав Ангелюк был руководителем группы «Примус». Через него познакомился с другими музыкантами группы Александром Боднарем (гитара) и Игорем Плехановым (клавишные). С их помощью и на технической базе «Примуса» Лоза записал свой первый магнитоальбом «Путешествие в рок-н-ролл». После завершения работы над альбомом Лоза забрал свою копию записи, но по стране распространялся вариант, где в самом начале сказано: «Для вас поёт свои песни группа „Примус“». «Когда я это услышал, — вспоминает Лоза, — у меня волосы дыбом встали. Почему вдруг „Примус“? Я не давал на это никакого разрешения, это мои песни, мои тексты, моя музыка, я всё спел и сыграл. В конце концов, я не являлся членом группы „Примус“». Лоза порвал отношения с участниками группы и придумал версию, что «Примус» — это не название проекта, а в переводе с латинского — номер альбома, то есть «первый». Песня «Девочка в баре» стала одним из хитов года. Другая песня «Голубой» с этого альбома вошла в список «100 лучших сексуально-эротических хитов советского рока всех времен» журнала «Контр Культ Ур’а». Музыкальный журналист Владимир Марочкин назвал этот альбом «Звуком года в СССР».
По словам Андрея Бурлаки, магнитоальбом «Путешествие в рок-н-ролл» стал «достоверным и точным срезом жизни тогдашнего советского общества, причём, с его непарадной, стыдливо игнорируемой литературой и масс-медиа эпохи соцреализма стороны: он был полон остроумных зарисовок с натуры и язвительных комментариев к ним», будь то школьница, старательно пытающаяся быть современной («Девочка в баре»), подросток, комплексующий по поводу отсутствия вожделенных джинсов («Купи мне, мама»), предвкушение выпивки в компании друзей («Пора по чуть-чуть») и неизбежные страдания после («Утро с похмелья»). Строителей коммунизма среди героев альбома не было как класса. Доминирующим стилем являлся рок-н-ролл в интерпретации новой волны, объяснявшейся использованием синтезатора, что делало его минималистский звук вполне современным на 1983 год, хотя в музыке присутствовали откровенные цитаты из первоисточников: мелодия «У меня мал папа» взята из песни «Papa-Oom-Mow-Mow» группы The Rivingtons 1962 года, а в «Бабе Любе» легко различимы интонации «Long Tall Sally» Литла Ричарда 1956 года. Подпольные рок-издания критиковали альбом за попсовость, слабые аранжировки и гармонии, а официальные СМИ осуждали мещанские и пошлые тексты. Особое возмущение у советских музыковедов вызывали строчки про самодельный коньяк, которые во время концертных выступлений Лоза был вынужден заменять на более нейтральный текст. Скандальный успех «Путешествия в рок-н-ролл» принёс проблемы самой группе «Примус», оказавшейся под пристальным вниманием комсомольской прессы и органов внутренних дел. В 2025 году  автор высказался по поводу песни «Мой приятель — голубой» на фоне запрета ЛГБТ в России, что это был явный «стёб», написанный в молодости, а не манифест или пропаганда. В современных условиях он бы не стал сочинять подобное произведение, хотя «время назад не вернуть. Удалить её не получится».
В том же 1983 году Юрий Лоза стал участником группы «Зодчие», в которой также играли Валерий Сюткин и Юрий Давыдов. В середине 1980-х годов песни Лозы составляли основу репертуара «Зодчих». В 1986 две песни «Зодчих» — «Я умею мечтать» и «Зима» (обе авторства Ю. Лозы) были изданы фирмой «Мелодия» на сборнике «Панорама — 86. Фестиваль молодёжной популярной музыки». Это были первые официально изданные песни Юрия Лозы. Обе песни были высоко оценены музыкальным журналистом Андреем Гавриловым. По словам исполнителя, работа в Тюменской филармонии, где официально находились «Зодчие», являлась и защитой, и привилегией: «Я был в Москве бомж, поэтому мне необходима была ведомственная прописка. Её сделали в Тюмени. У нас репетиционная база была в Москве, и у меня были две бумажки, которые спасали меня от любого милиционера. Я прописан в Тюмени, но в Москве репетирую». На концертах песни Лозы звучали под псевдонимом Юрий Савич, чтобы пройти цензуру.
Также в 1986 году вышел четвёртый сольный магнитоальбом «Любовь, любовь…». По итогам года обозреватель журнала «Смена» Михаил Садчиков поставил запись на 4-е место в списке лучших магнитофонных альбомов года, а сам Юрий Лоза вошёл в список лучших поэтов-песенников. Хит-парад «Звуковая дорожка» включил Юрия Лозу в списки лучших композиторов года (№ 9) и певцов года (№ 6).
В 1987 году Юрий Лоза начал официальную сольную карьеру. В 1988 году вышла дебютная сольная пластинка «Что сказано, то сказано» на фирме «Мелодия». В её состав вошли песни с магнитоальбомов «Тоска» (1985) и «Любовь, любовь…» (1986), а также ранее не издававшаяся песня «Плот». Песню «Плот» Юрий Лоза написал в 1982 году, когда работал в группе Бари Алибасова «Интеграл». Лоза предложил Алибасову включить песню в репертуар группы, но того она не впечатлила. После выхода пластинки песня имела огромный успех, стала радиохитом и в настоящее время является визитной карточкой исполнителя. Примерно с конца 1980-х годов из творчества Лозы ушли юмор и сарказм, и следующие десятилетия он пишет и поёт «скучные песни про любовную любовь».
Весной 1988 года Юрий Лоза, получивший известность как музыкант и автор-исполнитель, организовал аккомпанирующую группу «Плюс-минус» для концертов и студийной работы. В её состав вошли Феликс Ильиных (гитара), Андрей Богданов (бас-гитара), Игорь Алексеев (клавишные) и Владимир Симаев (барабаны). Коллектив сопровождал Лозу на многочисленных гастролях и фестивалях по стране в конце 1980-х — начале 1990-х годов.
В 1990 году вышла вторая сольная пластинка «Вся жизнь — дорога». В ежегодных списках журнала «Смена» Юрий Лоза был отмечен среди лучших композиторов (№ 10), бардов (№ 4), а альбом занял 6-е место.
Песни Юрия Лозы были особенно популярны в конце 1980-х — начале 1990-х годов. Манеру исполнения певца можно охарактеризовать как синтез авторской песни, традиционной эстрады и рок-музыки.
С 1990 по 1991 год работал администратором в рязанской филармонии. В 1993 году создал собственную студию звукозаписи «Студия Юрия Лозы». В 1994 году стал продюсером певицы Сюзанны. Был знаком с Владиславом Листьевым и положительно оценивал его работу на телевидении. Что касается концертов 1990-х годов, Лоза пел для разных зрителей, включая участников организованных преступных группировок, которые относились к нему с уважением и брали плату только с больших прибылей. Когда он заработал деньги, то купил свою студию, при этом ездил на обычном автомобиле ВАЗ-2106. В отличие от Игоря Талькова охраны у него не было.
Участвовал в телепередачах: «Белый попугай», «С лёгким паром!», «Соль», «Квартирник у Маргулиса», «Жизнь и судьба», фестивалях «Дискотека 80-х», Легенды «Ретро FM», «Песня года», «Воздух», Всероссийском фестивале бардовской песни на Мастрюковских озёрах и других мероприятиях.
В 2003 году окончил Московский государственный университет экономики, статистики и информатики.
В 2008 году негативно отозвался о фильме «Груз 200» на передаче «Закрытый показ», добавив, что песня «Плот» совершенно не соответствует настроению и посылу кинокартины: «Мне сказали, что Балабанов снимает фильм о 1980-х и нужна знаковая композиция, олицетворяющая те годы. Однако потом выяснилось, что фильм не про 80-е, а про маньяка, человека с психическим расстройством. Знал бы, песню не дал. Если хотите снять фильм про 80-е, расскажите и о том, что хорошего было тогда. Ибо нет такого времени, в котором нет ничего светлого». 
В 2009 году опубликовал в интернете пьесу «Культур-мультур». В 2012 году выпустил книгу «Научу писать хиты». В 2016 году вёл авторский блог на радио «Комсомольская правда».
В январе 2019 года Юрий Лоза подверг резкой критике новогодние «Голубые огоньки» на российском телевидении. Алексей Мажаев подчеркнул, что в последние годы Лоза стал известен не столько как певец, сколько как эксперт во всех областях: его экстравагантные высказывания на любые темы охотно цитируются прессой, а молодые артисты даже завидуют таланту «хайповать».

### Общественная деятельность
Беспартийный. По его словам, не примкнул ни к одному политическому движению из-за семьи (жена была против) и нежелания соблюдать партийную дисциплину. Занимался футболом, был болельщиком московского «Спартака».
В 2005 году в интервью «Новой газете» Лоза рассказал, что много раз участвовал в предвыборных турах, например, Бориса Громова и Александра Жукова: «У меня, правда, есть жёсткий принцип: поддерживать тех людей, в моральных качествах которых я уверен. Конечно, бывало, что я разочаровывался в тех, кого поддерживал. С другой стороны, на шестом десятке уже можно разбираться в людях, меня уже трудно ввести в заблуждение красивыми речами. Всегда публичные люди участвовали в политической жизни, за деньги или по убеждению. Короля делает его свита. Именно поэтому политики, когда им нужна поддержка, обращаются к людям, которых все знают. А у меня в предвыборных кампаниях работы больше, чем у Бори Моисеева, потому что меня позиционируют с точки зрения общечеловеческих ценностей более положительно».
В 2021 году безразлично отнёсся к аресту Алексея Навального, добавив, что для осуществления своей мечты стать президентом страны он должен был определиться с конкретной программой, которую обыватель смог бы понять. С точки зрения Лозы, о реализации идей и созидании политика говорить не приходится: «Навальному же надо будет или брать команду Путина, или набирать свою, которая тоже захочет красиво жить, захочет устроить своих детей».

В 2022 году поддержал вторжение России на Украину, о чём выпустил песню «Ребята воюют» на стихи своей жены Светланы Мережковской, которая написала стихотворение «Украинской сестре» в 2015 году на тему войны в Донбассе. Высказался о Гребенщикове: 
Так ненавидеть свою страну, чтобы желать ей поражения, может только враг, и это не обсуждается.
По поводу артистов, уехавших из России после начала войны с Украиной, Лоза заявил, что не нужно вообще комментировать данный факт: «Вот когда Сикорский уехал из России — вот это плохо. Или Зворыкин. У нас ни телевидения, ни вертолётов у первых не появилось — они все стали американскими. А Галкин с Пугачёвой уехали — ничего не изменилось!».
В 2025 году обвинил Грушинский фестиваль в коммерческой направленности и указал на политический подтекст в кризисе мероприятия, поддержав позицию Александра Хинштейна, утверждавшего, что конкурсная комиссия ввела запрет на любые патриотические песни, в особенности, посвящённые российской агрессии против Украины.

## Личная жизнь
Жена — Светлана Валентиновна Лоза (Мережковская) — певица и поэтесса, родилась в Керчи, член Союза писателей, выступала как певица под псевдонимом Сюзанна и позже Светлана Мережковская, выпустила несколько пластинок, заняла призовое место на Всесоюзном конкурсе артистов эстрады. Окончила Литературный институт имени А. М. Горького в 2001 году. Пишет песни и исполняет их (вышел клип с её песней «Липа», в нём с ней снялся художник Никас Сафронов), является главным редактором текстов мужа.
Сын — Олег (род. 28 апреля 1986) — оперный певец, баритон, окончил Музыкальное училище имени Гнесиных (2001—2005), дирижёрско-хоровое отделение. Окончил Московскую консерваторию и Литературный институт, работал в модельном агентстве Вячеслава Зайцева ассистентом режиссёра (2003—2007), где познакомился с Егором Зайцевым. Принимал участие в шоу «Успех» на телеканале СТС. Жена с 2017 года — английская оперная певица (сопрано) Ханна Брэдбери. У них есть сын.
На тему личной жизни Юрий Лоза высказался так: «Я вообще прошёл мимо этого: секс, наркотики, рок-н-ролл. У меня одна супруга. Никаких любовниц. Никаких брошенных детей нигде нет. У меня всё спокойно в жизни. Стараюсь не нервничать, не раздражаться по пустякам. В общем, всё как у обычных россиян. Стою в очередях, иногда езжу в метро. Не стремлюсь заработать все деньги мира. А с такими установками и жить гораздо легче». Также признался, что получает пенсию в размере 16 тысяч рублей, потому что не имеет звания и продолжает работать, по этой причине с него сняты надбавки москвича.

## Взгляды

### Поддержка маргинальных теорий
Юрий Лоза известен как сторонник ряда известных конспирологических теорий. Так, в интервью программе «Час Speak» на YouTube-канале RTVI Лоза заявил, что верит, что Земля — плоская; что весь мир «засыпан по второй этаж», а полёты в космос — это выдумка. В качестве аргументов он привёл книгу «200 доказательств того, что Земля — не вращающийся шар», геодезию, мореплавание не по глобусу, полёты самолётов и климат на полюсах.
В 2016 году Юрий Лоза высказался о первом космонавте Юрии Гагарине: 

Вы понимаете, в чём дело. Гагарин был первым. Гагарин ничего не сделал, он лежал. Он первый самый главный космонавт.
Эта фраза вызвала негативную реакцию общественности, например, Алексея Леонова, первого космонавта, вышедшего в открытый космос, назвавшего Лозу незрелым и несерьёзным человеком. В ответ на критику музыкант заявил, что «Гагарин действительно просто лежал, он даже пальцем не мог пошевелить в первой капсуле». Оправдывать и опровергать себя он отказался, добавив, что, «кому надо, тот поймёт, о чём шла речь». 
Юрий Лоза активно выступает против прививок от COVID-19, отрицает наличие пандемии коронавируса.
В одном из интервью заявил, что около 200 лет назад (XVIII век) произошёл всемирный потоп, который, в частности, уничтожил леса Сибири и затопил все города мира. Также он не согласен с некоторыми положениями теории эволюции: «В сути своей, когда-то из бактерии получились осьминог и человек — это бред, из одной и той же бактерии. Эволюция — да, существует, мимикрия, живые организмы подстраиваются под среду обитания, этого никто не отрицает, но переход из одного вида в другой не подтверждён. Не переходила никогда обезьяна в человека, потому что промежуточных форм нет».
При этом, «как всё устроено на самом деле», певец «сказать не может», «потому что нет никаких данных, нам не дают узнать ничего», поездки на край Земли запрещены, как и исследования космоса — «пространства под куполом». К космическим полётам относится отрицательно, поскольку «это связано с перегрузками, определёнными навыками». Словам таких известных космонавтов, как Олег Артемьев, не верит, потому что «человек под присягой, он в погонах. Он обязан говорить то, что ему велело начальство».
Герой России, лётчик-космонавт Сергей Залётин публично опроверг взгляды Лозы о плоской Земле: «В отношении Земли могу с уверенностью сказать, что она круглая — шар. Даже не видно приплюснутости полюсов. Любой космонавт, летая вокруг Земли, это подтвердит. То, что она плоская, стоит на китах, слонах, — это несерьёзно. Это игра. Со стороны Юрия — это игра». Герой России, космонавт-испытатель Антон Шкаплеров воспринял слова Юрия Лозы о космосе как шутку, предположив, что артисту нужна популярность. Председатель комиссии по борьбе с лженаукой при Президиуме РАН Евгений Александров был возмущён размышлениями Лозы и Бориса Корчевникова о плоской Земле в эфире программы «Жизнь и судьба», назвав это «вкусным вздором для дураков». Академик считает, что происходит «оболванивание граждан, причём вполне сознательное. Распространение всяческого вздора соблазнительно. Это сенсация, это всегда приятно. Особенно для тех, кто не привык пользоваться собственной головой». В Институте прикладной астрономии РАН ответили, что Лозе нужно почитать учебники по небесной механике: «Пусть он сначала докажет, что Земля плоская, а не мы будем доказывать, что она круглая. Все формулы, притяжение точечных масс, притяжение объёмных тел и всё это…».
В 2023 году Юрий Лоза был номинирован на антипремию «Почётный академик ВРАЛ» за лженаучные и конспирологические идеи, получив в финале звание «члена-корреспондента ВРАЛ НАРАЕНЕ».

### Взгляды в музыкальной сфере
Юрий Лоза высказался по поводу создания нового гимна России, который должны написать десять специально отобранных людей, а их авторство будет скрываться: «Любую мелодию можно использовать, если она легко ложится на уши. Гимн не должен быть декларативным или описательным. Он должен идти от сердца. Я бы написал гимн, который лично идёт от человека».
К современной российской эстраде относится негативно, потому что у артистов нет качественных текстов и на смену таким поэтам-песенникам, как Илья Резник и Александр Шаганов, никто не пришёл. С точки зрения Лозы, не происходит и не создаётся ничего, что может его удивить. Касательно творчества, по его мнению, «всего в мире насчитывается порядка 30 сюжетов, на которые можно написать песню, а остальное — вариации. Если вы написали пять песен про несчастливую любовь, то будьте уверены, что шестая получится повторением пройденного. Еще сложнее с темой счастливой любви». По поводу недостатка хитов в собственном репертуаре Лоза ответил, что у него есть неопубликованные песни и стихи, но шоу-бизнес не заинтересован в их ротации, поскольку законы индустрии выстраиваются по принципу: «что лучше продаётся, то и будет пропагандироваться», поэтому нет смысла возвращаться на большую сцену. Однако интерес людей к певцу может сохраниться, даже если он не выпускает ничего нового.
Считает, что в исполнении под фонограмму нет ничего предосудительного: артист может написать в афише, что он не поёт, а выступает. Кроме того, это является требованием организаторов. На больших концертах певцов просят заранее выслать фонограмму, потому что устроители не хотят рисковать: «Например, все поют под «фанеру» на съёмках «Песни года». Так устроена программа, чтобы не было задержек и накладок, никто не засвистел и не затрещал во время вступления».
Насчёт кавер-версий композитор заявил, что не позволит никому перепевать своих песен, пока сам в состоянии их исполнять. Особенно это касается хита «Плот», который востребован у слушателей. Выступает против генерации голоса певцов нейросетями, если это нарушает закон и используется в коммерческих целях. Относительно звука Лоза перешёл в цифровой формат, винил не собирает, проигрывателя у него нет, хотя он отметил ценность художественного оформления пластинок. Исполнитель добавил, что лонгплей представлял собой своего рода картину: художники, дизайнеры и графики на конвертах указывались как полноправные соавторы конечного продукта наряду с музыкантами и звукоинженерами. «Грампластинка была настоящей вещью, с самоценным оформлением, красивыми подробными вкладками, которыми многие меломаны украшали стены своих комнат».
В передаче Захара Прилепина критически высказывался о ряде известных групп и музыкантах, в частности, заявил, что The Rolling Stones «гитару не настроили за всю жизнь ни разу», Мик Джаггер «за всю жизнь ни разу не попал в ноту», 80% того, что спето Led Zeppelin, слушать невозможно, а от группы The Troggs «вянут уши». В то же время Лозе нравятся альбом Made in Japan группы Deep Purple и Ричи Блэкмор.

## Санкции
15 января 2023 года был внесён в санкционный список Украины, так как он «открыто поддерживает вторжение России против Украины, оправдывая действия России, которые подрывают и угрожают территориальной целостности, суверенитету и независимости Украины». Ранее Лоза был включён ФБК в список коррупционеров и разжигателей войны за поддержку агрессии России против Украины и действий российских властей.

## Список работ

### Студийные альбомы
1. 1983 — Путешествие в рок-н-ролл
(аккомпанемент группы «Примус»)
2. 1984 — Концерт для друзей
3. 1985 — Тоска
4. 1986 — Любовь, любовь…
5. 1990 — Вся жизнь — дорога
6. 2000 — Заповедные места
7. 2023 — Крик души (LP)[122], 2025 — цифровая версия[123]

### Концертный альбом
1. 2004 — Я умею мечтать…

### Сборники
1. 1988 — Что сказано, то сказано
2. 1994 — Для души
3. 1994 — Архив
4. 1995 — Для ума…
5. 1995 — Что сказано, то сказано[124]
6. 2001 — Любимые песни
7. 2002 — Для души, для ума
8. 2002 — Плот. Лучшие песни
9. 2002 — Компиляция в серии «Бульвар звёзд»
10. 2002 — Компиляция в серии «Grand Collection»
11. 2002 — Компиляция в серии «Звёздная серия»
12. 2004 — Запрещённые песни
13. 2004 — Любимые Песни.RU
14. 2004 — Настроение Шансон
15. 2005 — Пой, гитара
16. 2005 — Лучшие песни
17. 2023 — Лучшее часть 1 (Девочка сегодня в баре)[125]
18. 2023 — Лучшее часть 2 (Плот)[126]

### Видеоклипы
1. 1986 — «Зима»
2. 1988 — «Неотразимый»
3. 1990 — «Мой трамвай последний»
4. 2000 — «Не так»
5. 2003 — «К тебе, Москва»
6. 2003 — «Вот и прошёл год»
7. 2015 — «Городские дворы»
8. 2018 — «Подожди»
9. 2020 — «Путь наш пролёг»
10. 2020 — «Облака»
11. 2024 — «Молись о нём»

### Фильмография
Актёр
1. 1982 — «Звезда и смерть Хоакина Мурьеты» — 
враг Хоакина
2. 2005 — Умножающий печаль (11-я серия) — 
гость Серебровского (нет в титрах)
3. 2006 — Кто в доме хозяин? («Лже-Даша», 77-я серия) — камео
4. 2007 — Короли игры (10-я серия) — камео

Вокал
1. 1982 — «Звезда и смерть Хоакина Мурьеты»[127]
2. 1991 — Женщина для всех (песня «Плот»)

Композитор
1. 1991 — Женщина для всех (песня «Плот»)
2. 1993 — Разборчивый жених
3. 1993 — Благотворительный бал (песня «Плот»)
4. 2007 — Груз 200 (песня «Плот»)

## Награды
- Благодарность Президента Российской Федерации (15 октября 2020) — за заслуги в развитии отечественной культуры и искусства, многолетнюю плодотворную деятельность[128]

## Книги
- 2012 — Научу писать хиты. ISBN 978-5-699-57171-0 Эксмо